# Legio V Macedonica
A Legio V Macedonica (legio quinta macedonica, V. makedóniai légió) a Balkánon, Moesia és Dacia provinciában állomásozó római légió volt. Jelvénye a bika, néha a sas (minden légiónak volt sasa, de az V. különös tiszteletben tartotta Jupiter kedvenc madarát). 

## Története
Az egységet valószínűleg Octavianus (a leendő Augustus császár) és Caius Vibius Pansa consul állította fel i.e. 43-ban. Néhány évtizedig nem történik róla említés, bár a korból ismert az V Urbana és V Gallica légió, amelyek talán azonosak a V Macedonicával. Részt vett az actiumi csatában és veteránjait Venetóban, majd később (i. e. 15 körül) Föníciában, a mai Bejrútban telepítették le. 
A légió i. e. 30 és i. sz. 6 között Macedoniában szolgált, innen származik a neve. Feltételezések szerint az alatt az idő alatt a IV Scythicával közösen legyőzte a Balkánra betörő szkítákat és részt vett Tiberius (a leendő császár) i.e. 20-as pártusok elleni hadjáratában (a III Gallica, VI Ferrata, X Fretensis és XII Fulminata légióval együtt). A győzelem után a pártusok visszaszolgáltatták azokat a légiós jelvényeket, amelyeket még az i.e. 53-as carrhaei csatában zsákmányoltak. A feliratok tanúsága szerint a IV Scythicával közösen utakat, hidakat és egyéb épületeket is építettek. 

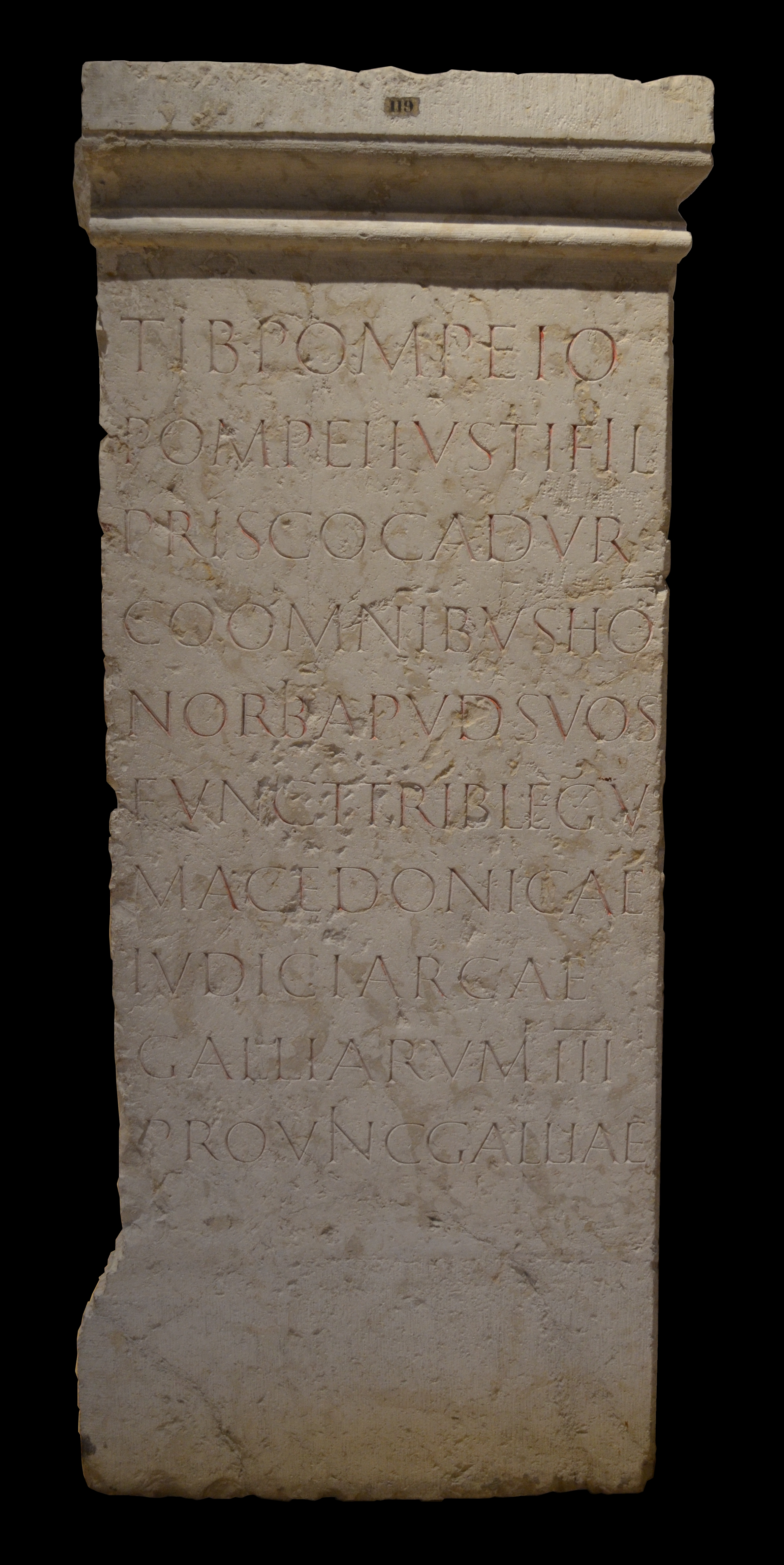
A V Macedonica tribunusának sírköve a lyoni gall-római múzeumban

I. sz. 6-ban átirányították a moesiai Oescus városába (az Olt és a Duna összefolyásához a mai bulgáriai Gigen mellett) és 61-ig az al-dunai határvonalat védte a dákok betöréseivel szemben. 62-ben a pontusi régióba, a Fekete-tenger déli partvidékére küldték a légiót. Alegységei, valamint a XII Fulminata és IV Scythica légió részt vett a Lucius Caesennius Paetus vezette, balsikerű armeniai hadjáratban. A csorbát Gnaeus Domitius Corbulo syriai helytartó köszörülte ki, amikor a pártusok ellen győzelmet aratott a III Gallica, VI Ferrata és X Fretensis egységgel közösen. Ebben a hadjáratban Annius Vinicianus (Corbulo veje) parancsnokságával részt vett a V Macedonica főereje is.
Röviddel később a zsidók fellázadtak, és az V. légiót Galileába küldték, ahol Titus Flavius Vespasianus a X Fretensis és XV Apollinaris légióval lassan dél felé vonulva leverte az ellenállást. A V Macedonica katonái foglalták el a szamaritánusok fő templomát a Gerizim-hegyen. A háború 68-ban, Nero öngyilkossága után megakadt, mert polgárháború tört ki az utódlás miatt. A következő évben Vespasianust katonái császárrá kiáltották ki, Alexandriában elvágta Róma gabonautánpótlását és az év végére a szenátussal is elismertette magát. A zsidó háborút fia, Titus folytatta, aki elfoglalta Jeruzsálemet. A győzelem után a V Macedonica elkísérte Titust Alexandriába, majd visszatért Oescusba. 
86-ban nagy dák sereg csapott le Moesiára és legyőzte az ott állomásozó légiókat. Domitianus császár átszervezte a határvidéket, Moesiát két részre osztotta. A V Macedonica Moesia Inferiort védte (a I Italica és XI Claudia légióval együtt). 88-ban a rómaiak átkeltek a Dunán, és Tapaenél legyőzték a dákok királyát, Decebalust. Germania Superior helytartója, Lucius Antonius Saturninus azonban 89-ben fellázadt, így a hadjáratot félbe kellett szakítani. 

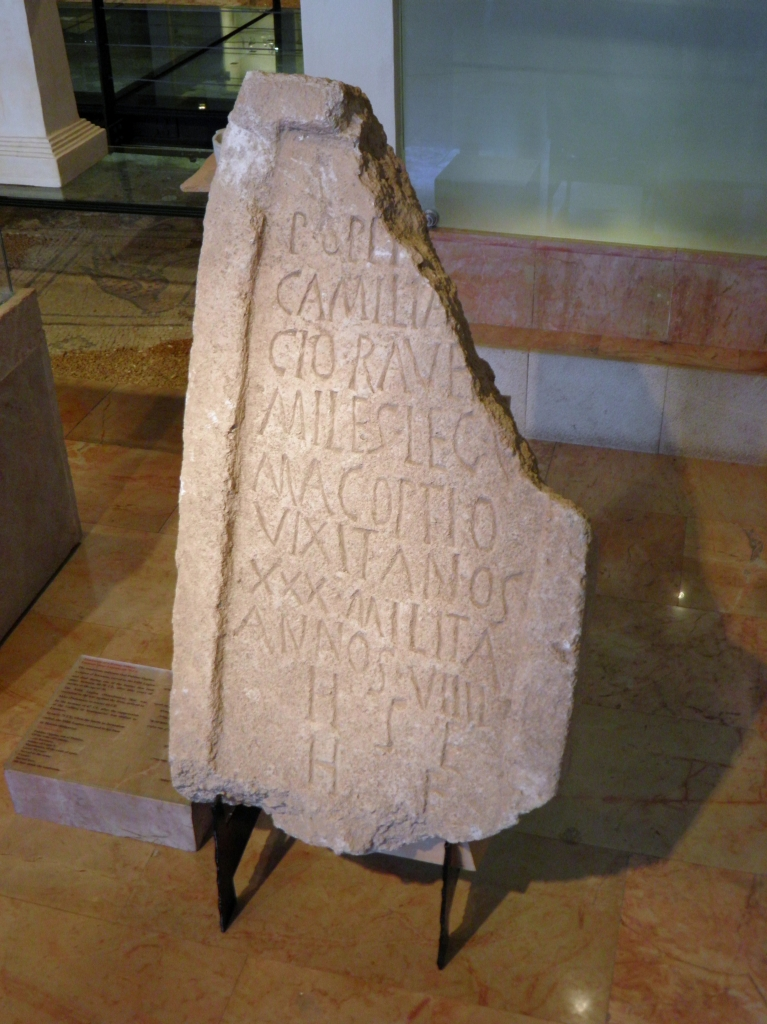
A V Macedonica veteránjának sírköve egy haifai múzeumban

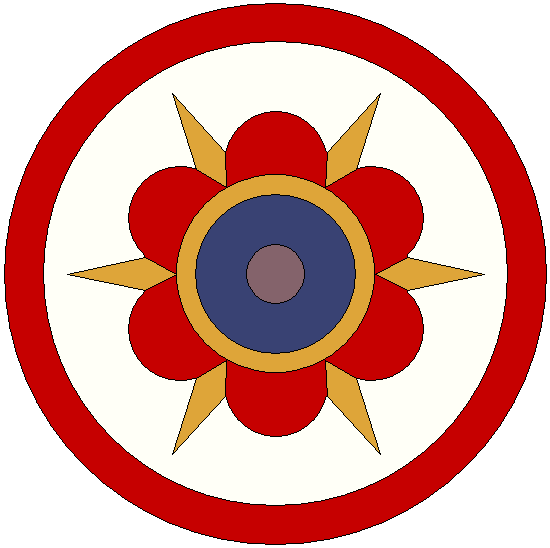
A V Macedonica pajzsának mintája az 5. századi Notitia dignitatum szerint

98 körül a légióban szolgált a leendő császár, Hadrianus. 101–106 között az egység részt vett Traianus császár dákok elleni háborúiban, és a győzelem után, 107-ben áthelyezték a Duna deltájához, Troesmis (a mai romániai Turcoaia mellett) városához, ahol a roxolánok tevékenységét kísérte figyelemmel. Néhány évvel később, 115–117-ben néhány alegysége elkísérte Traianust annak pártus hadjáratára. 132–136-ban szintén katonákat küldött Judeába a Bar Kochba-féle felkelés leverésére.  
A légió katonái egyéb feladatokat is elláttak: szolgáltak Moesia Inferior helytartójának udvarában, a Délkeleti-Kárpátokban Bodzavásár közelében erődöt építettek és védték a krími görög városokat.  
160 után ismét a pártusok ellen vonultak, ezúttal Lucius Verus társcsászár parancsnoksága alatt. A győzelem után Dacia Porolissensis provincia Potaissa városába (a mai Torda) helyezték át őket. Commodus császár uralkodásának elején Pescennius Niger és Clodius Albinus (két majdani császár) a V Macedonica és XIII Gemina segítségével verte le a birodalomba betörő szarmatákat. Ezután a lázongó dák aranybányászok által felbérelt zsoldoshadsereg ellen vetették be őket és Commodus a Pia Constans (hűséges és megbízható), valamint két évvel később, 187-ben a Pia Fidelis (hűséges és lojális) nevet adományozta az egységnek. 
193-ban, Publius Helvius Pertinax császár meggyilkolása után Pannonia Superior helytartója, Lucius Septimius Severus Rómába vonult, hogy elfoglalja a trónt. Dacia Porolissensisben fivére, Geta volt a helytartó és a légió azonnal az új császár pártjára állt. A V Macedonica és XIII Gemina alegységei elkísérték Severust a fővárosba és segítették a többi trónkövetelővel szembeni harcában. A következő polgárháborúban Severus Clodius Albinusszal, a V Macedonica volt tisztjével került szembe, a légió pártállása azonban nem ismeretes.
A légió a 3. század folyamán jórészt Potaissában maradt. 244-245-ben a XIII Geminával együtt legyőzték a carpi törzset, amelyről a Kárpátokat elnevezték. Valerianus császár (253-260) a Pia III Fidelis III (háromszor hűséges, háromszor lojális) melléknevet adományozta a légiónak. Fia, Gallienus idején már a Pia VII Fidelis VII dicséretet is elérték, valószínűleg azért, mert egy újdonságnak számító mobilis lovasegységgel segítették őt a két trónkövetelő, Ingenuus és Regalianus ellenében. Ezt az alegységét Galliában is bevetették 269–271-ben, a lázadó gall császár, Victorinus ellen.
274-ben Aurelianus feladta Daciát, a légió pedig visszatért Oescusba. 
A mobilis lovasegységet Diocletianus elvette a légiótól és betagozta a birodalmi mobilis elit hadseregbe (ún. comitatenses). Előbb a szászánidák ellen vetették be őket, majd Egyiptomban állomásoztak, egészen az ötödik század elejéig. Az utolsó említés szerint Szíriába küldték őket. Az eredeti légió Moesiában maradt, és valószínűleg mindkét egységét a bizánci hadseregbe integrálták.